# Barbaggio
Barbaggio (korsisch Barbaghju) ist eine Gemeinde im französischen Département Haute-Corse auf der Insel Korsika. Sie gehört zum Kanton Biguglia-Nebbio im Arrondissement Calvi. Nachbargemeinden sind Farinole im Nordwesten, Patrimonio im Norden, Ville-di-Pietrabugno im Nordosten, Bastia im Osten, Furiani im Südosten, Poggio-d’Oletta im Süden, Oletta im Südwesten sowie Saint-Florent im Westen.
Das Siedlungsgebiet liegt durchschnittlich auf 300 Metern über dem Meeresspiegel und besteht aus den Dörfern Piazze, Poggio und Gorgaccia.

## Bevölkerungsentwicklung
| Jahr      | 1962 | 1968 | 1975 | 1982 | 1990 | 1999 | 2008 | 2017 |
| --------- | ---- | ---- | ---- | ---- | ---- | ---- | ---- | ---- |
| Einwohner | 77   | 73   | 75   | 78   | 111  | 164  | 216  | 303  |

## Wirtschaft
In Barbaggio gibt es Rebflächen des Weinbaugebietes Patrimonio.

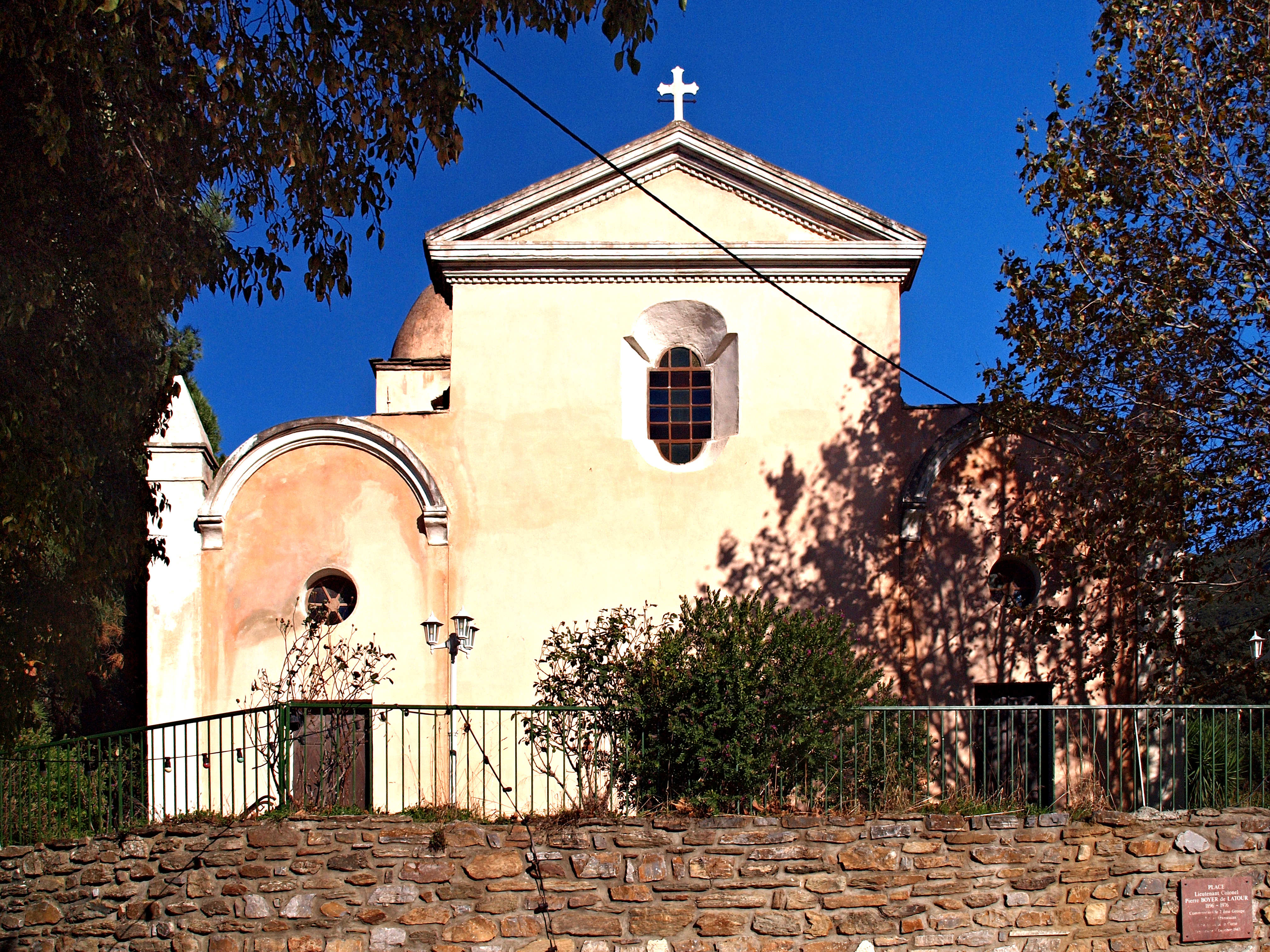
Kirche Saint-Marcel
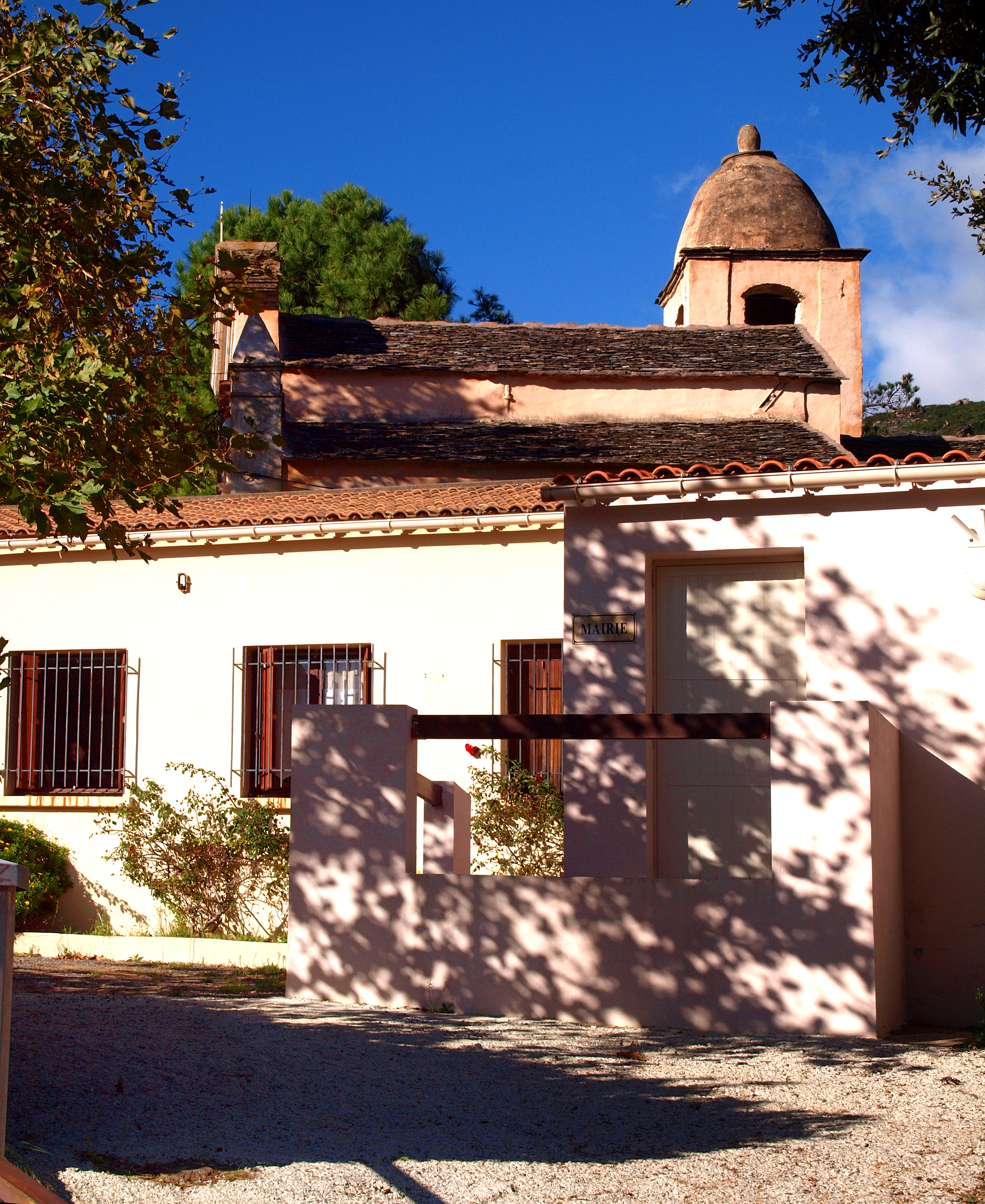
Mairie Barbaggio
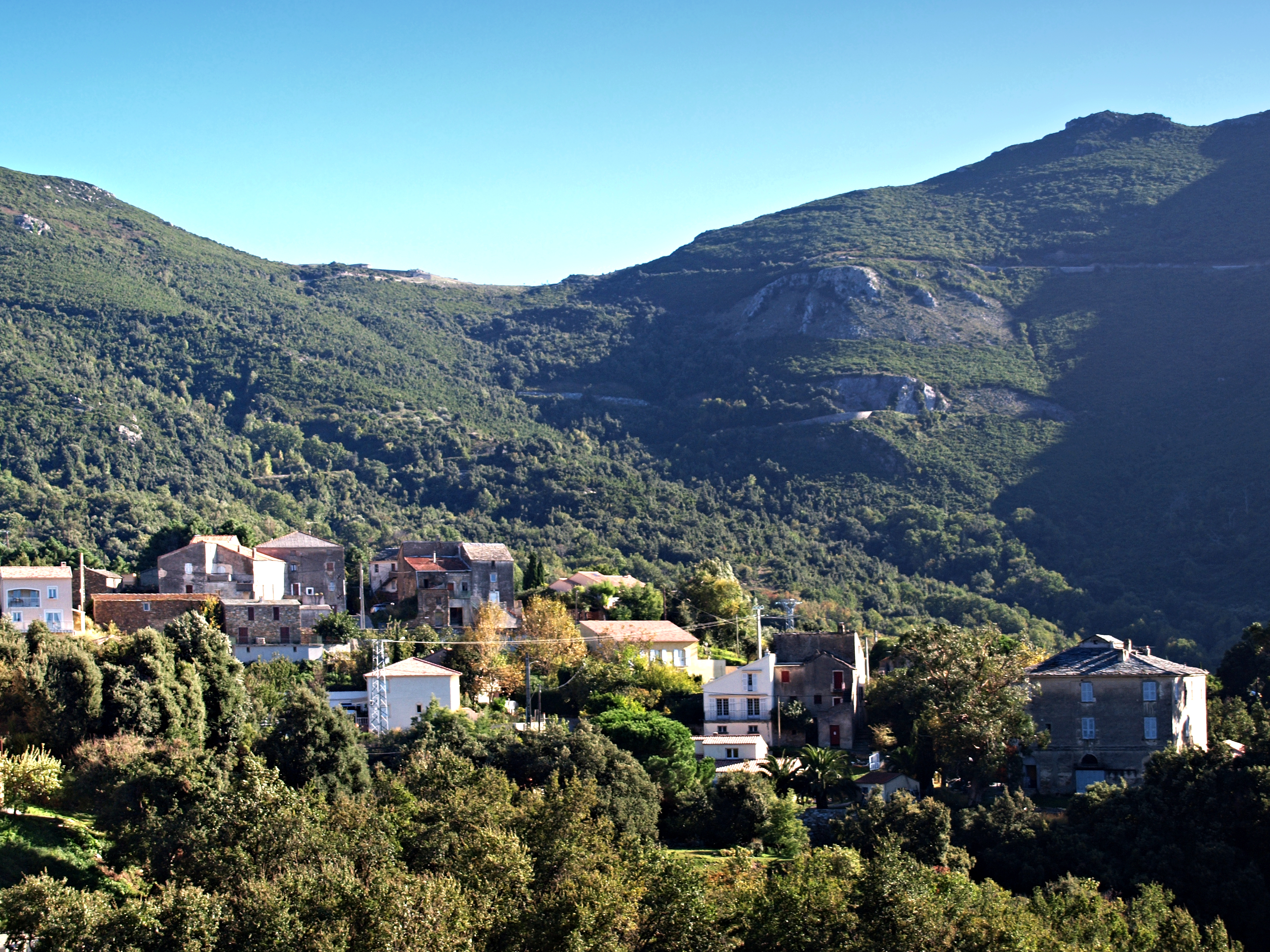
Poggio
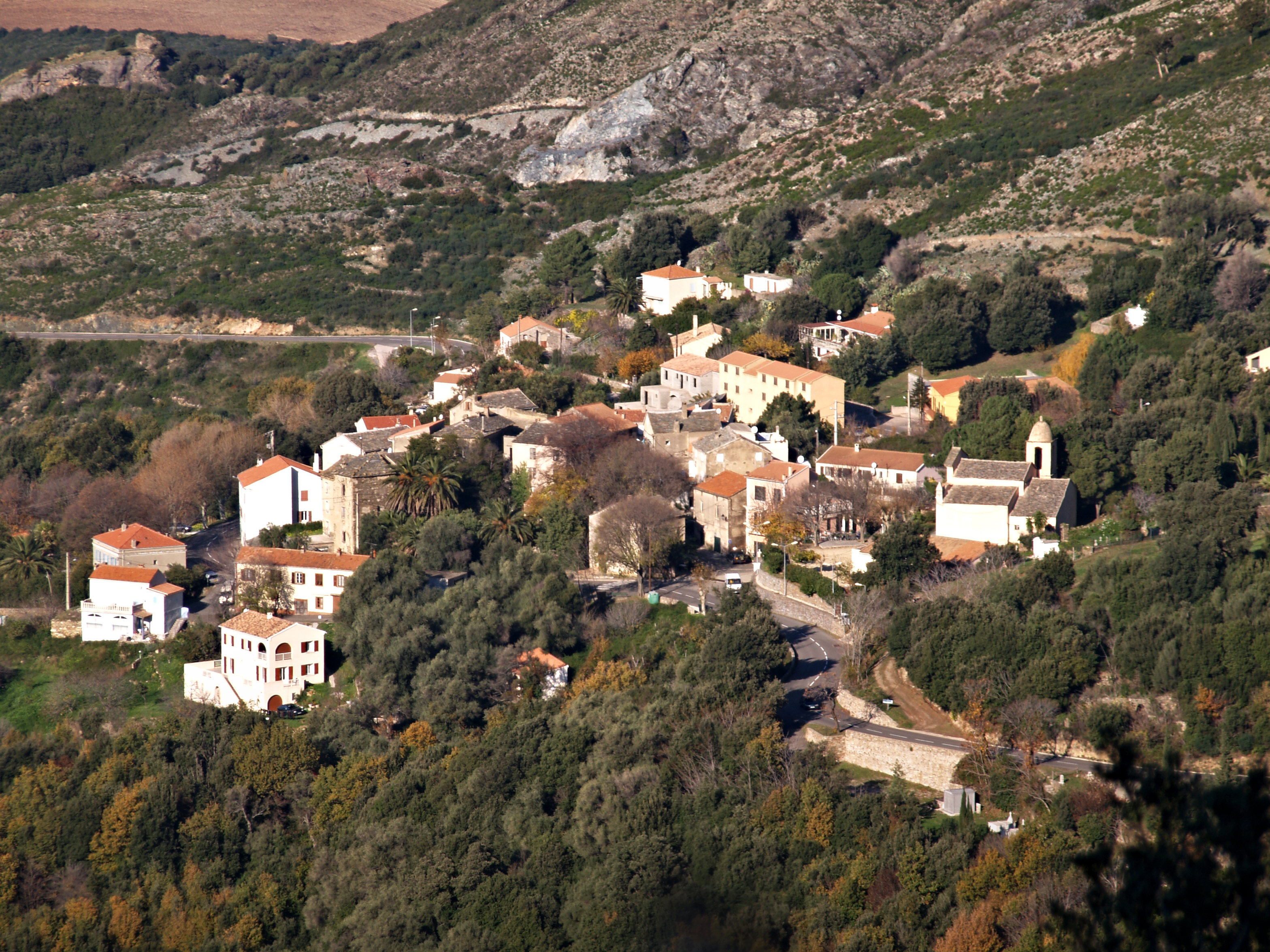
Piazze